# اندیس سر طاوه
سر طاوه یک اندیس غیرفلزی است که در حوالی شهر دشتک استان کهگیلویه و بویراحمد قرار دارد و مادهٔ معدنی موجود در آن، فسفات است.  